# باز کنارجاده‌ای
باز کنارجاده‌ای (نام علمی: Rupornis magnirostris) نام یک گونه از تیره بازان است.